# Tabanus vaseyi
Tabanus vaseyi är en tvåvingeart som beskrevs av Sherman 1991. Tabanus vaseyi ingår i släktet Tabanus och familjen bromsar.
Artens utbredningsområde är Vietnam. Inga underarter finns listade i Catalogue of Life.